# Samuel Štefánik
Samuel Štefánik (Bánovce nad Bebravou, 16 novembre 1991) è un calciatore slovacco, centrocampista del Podbrezová.

## Caratteristiche tecniche
È un interno di centrocampo.

## Statistiche
Statistiche aggiornate al 14 luglio 2012.

### Presenze e reti nei club
| Stagione          | Squadra           | Campionato        | Campionato | Campionato | Coppe nazionali | Coppe nazionali | Coppe nazionali | Coppe internazionali | Coppe internazionali | Coppe internazionali | Altre coppe | Altre coppe | Altre coppe | Totale | Totale |
| Stagione          | Squadra           | Comp              | Pres       | Reti       | Comp            | Pres            | Reti            | Comp                 | Pres                 | Reti                 | Comp        | Pres        | Reti        | Pres   | Reti   |
| ----------------- | ----------------- | ----------------- | ---------- | ---------- | --------------- | --------------- | --------------- | -------------------- | -------------------- | -------------------- | ----------- | ----------- | ----------- | ------ | ------ |
| 2009-2010         | AS Trenčín        | 1L                | 11         | 1          | CS              | 0               | 0               | -                    | -                    | -                    | -           | -           | -           | 11     | 1      |
| 2010-2011         | AS Trenčín        | 1L                | 24         | 6          | CS              | 2               | 0               | -                    | -                    | -                    | -           | -           | -           | 26     | 6      |
| 2011-2012         | AS Trenčín        | SL                | 32         | 5          | CS              | 2               | 0               | -                    | -                    | -                    | -           | -           | -           | 34     | 5      |
| 2012-2013         | AS Trenčín        | SL                | 1          | 1          | CS              | 0               | 0               | -                    | -                    | -                    | -           | -           | -           | 1      | 1      |
| Totale AS Trenčín | Totale AS Trenčín | Totale AS Trenčín | 68         | 13         |                 | 4               | 0               |                      | -                    | -                    |             | -           | -           | 72     | 13     |
| Totale carriera   | Totale carriera   | Totale carriera   | 68         | 13         |                 | 4               | 0               |                      | -                    | -                    |             | -           | -           | 72     | 13     |

## Palmarès

### Club

#### Competizioni nazionali
- 1. Slovenská Futbalová Liga: 1

AS Trenčín: 2010-2011
- Coppa di Slovacchia: 1

Spartak Trnava: 2022-2023